# 筏井かなえ
筏井 かなえ（いかだい かなえ、2月15日 - ）は、日本の女性声優。愛知県名古屋市出身。RME所属。

## 人物
中京大学心理学部卒業。大学では発達心理学を専攻し、心の葛藤や成長などの理解を深めた上での等身大で演技として、声優活動に生かしている。
以前はトリアスに所属していた。
方言は名古屋弁。
趣味は映画、海外ドラマ鑑賞、コミックエッセイ読書、バドミントン。
資格は秘書検定2級、カラーコーディネーター検定3級。

## 出演
太字はメインキャラクター。

### テレビアニメ
- アズールレーン（2019年 - 2020年、不知火）
- ドールズフロントライン（2022年、DP28）

### OVA
- 世界名作シリーズ
  - キャスパー （赤ずきん、男の子、他）
  - ダフィー・ダック（メリッサ）
  - テックス・アヴェリー
  - バッタ君町に行く（ハニー）
  - ポーキー・ピッグ（リトルキティ）

### Webアニメ
- ネット社会の歩き方（ナレーション、のんちゃん、ハルオ君）

### ゲーム
- 戦姫ストライク（イベット）
- プロジェクト・シルバーウイン（HK416）
- グラナド・エスパダ（クリスティーナ）
- 戯画三国志（関銀屏）
- 蒼青のミラージュ（プリンス・オブ・ウェールズ）
- Aetolia-冒険のラプソディー（メディサ）
- 虚構少女-E.G.O-（ティニー、タコちゃん、クォーク）
- 王に俺はなる（蘇小小、貂蝉）
- 封神ヒーローズ（主人公、東海竜王）
- 放置三国 （甄姫）
- 神代梦华谭　（通玄真人、弗丽嘉）
- エレメンタルファンタジー（潮汐精霊、レニヤ、黄珍児）
- 武装百姫（ニコラ・ファリーニ）
- Star Crusade（悲哀の化身）
- 海賊ファンタジア（剣術士アリステリア[3]、魔眼のエセラ）
- コニーアマランス（ランナー[4]）
- ドールズフロントライン（デグチャレフDP28[5]）
- アズールレーン（不知火[6]）
- アズールレーン クロスウェーブ（不知火[7]）
- 幻想〜ゆめごこち〜（鴉天狗）

### 吹き替え
- アースレイジ（ブリット、ヘネス）
- アノマリー（アレックス）
- インフェクション（元カノ）
- ガジェット警部の事件簿（マッドレーヌ）
- 恋人はセックス依存症（ベッキー）
- ジュラシック・ハンターズ（ジョニー）
- ストームインパクト（メイガン）
- スモーク（アナ〈子供時代〉）
- 7デイズ
- 小さなバイキング ビッケ（ユルゲン、ゴルム夫人）
- 超時空戦記 レヴェレーター（ドク）
- テリファー 終わらない惨劇（シエナ〈ローレン・ラヴェラ〉[8]）
- THANKS FOR SHARING（ベッキー）
- 12モンキーズ S3（モナ）
- トラベラーズ（キャンディ）
- ドラゴン・ウォーズ 戦士と邪悪な民 （ミリセント）
- パージ（ライラ・スタントン、リリー・シモンズ）
- パニックゾーン 制御不能（リンゼイ）
- フリーキッシュ 絶望都市 S2（サディー）
- ポニーシッター・クラブ S1 S2（イザベラ）
- メッセンジャー（ケリー）
- モンスターアイランド（キャメロン母、ヨーコ）
- ロック＆ロール たった2匹の強盗撃退最強ミッション!!
- アイラと雪の女王 小さなプリンセス（アイラ）
- フェ〜レンザイ -神さまの日常-（2023年）

### CM
- 東邦大学 羽田空港クリニックCM（出演、ナレーション）

### 実写
- あさイチ再現VTR(OL) 2014年9月1日放送
- Oh,My Dad!!(OL)
- アニメ女子・外伝～藍の翼・カーレッジ～　天川凛編（西寺麻莉亜）